# Staurotheca echinocarpa
Staurotheca echinocarpa is een hydroïdpoliep uit de familie Sertulariidae. De poliep komt uit het geslacht Staurotheca. Staurotheca echinocarpa werd in 1888 voor het eerst wetenschappelijk beschreven door Allman. 